# کالاف
کالاف (به اسپانیایی: Calaf) یک شهرستان در اسپانیا است که در استان بارسلون واقع شده‌است.

## خصوصیات
کالاف ۹٫۲۲ کیلومترمربع مساحت و ۳٬۶۳۰ نفر جمعیت دارد و ۶۸۰ متر بالاتر از سطح دریا واقع شده‌است.